# ریسیهورن
ریسیهورن (به لاتین: Risihorn) یک کوه در سوئیس است که در کانتون وله واقع شده‌است. ریسیهورن ۲٬۸۷۵ متر بالاتر از سطح دریا واقع شده‌است.